# Héléindjé-Salimani-Zounda
Héléindjé-Salimani-Zounda est une ville de l'union des Comores, situé sur l'île de Grande Comore. En 2012, sa population est estimée à 1 757 habitants